# Сан Вито ди Легуцано
Сан Вито ди Легуцано (итал. San Vito di Leguzzano) је насеље у Италији у округу Виченца, региону Венето.
Према процени из 2011. у насељу је живело 3218 становника. Насеље се налази на надморској висини од 153 м.

## Становништво
Према резултатима пописа становништва 2011. у општини је живело 3.584 становника.
| 1931. | 1936. | 1951. | 1961. | 1971. | 1981. | 1991. | 2001. | 2011. |
| ----- | ----- | ----- | ----- | ----- | ----- | ----- | ----- | ----- |
| 2.270 | 2.232 | 2.394 | 2.473 | 2.607 | 2.888 | 3.065 | 3.390 | 3.584 |

## Партнерски градови
- Алтдорф